# Eritrean Airlines
Eritrean Airlines är ett flygbolag baserat i Asmara i Eritrea. Bolaget är ägt av eritreanska staten och har sin bas på Asmaras internationella flygplats.
Flygbolaget är svartlistat att flyga inom Europeiska unionen.

## Destinationer
I januari 2020 trafikerade Eritrean Airlines destinationerna Kairo, Addis Abeba, Khartoum och Jeddah. År 2023 fanns inga schemalagda flygturer på dessa rutter.

## Flotta
Eritrean Airlines flotta bestod i juli 2020 av en Boeing 737-300.